# مقاطعة نارين
نارين أوبلاست هي أكبر أوبلاست في قيرغيزستان. تقع شرق البلاد ولها حدود مع تشوي أوبلاستي في الشمال وإسوك كول أوبلاست في الشمال الشرقي، وإقليم شنجيانج ذاتي الحكم في الصين في الجنوب الشرقي وأوش أوبلاستي في الجنوب الغربي وأوبلاست جلال أباد في الغرب. تأسس الأوبلاست في 21 نوفمبر، 1939 باسم تين شان أوبلاستي. وفي 20 ديسمبر، 1962، حُلّ الأوبلاست لتعاد إقامته مرة أخرى في 11 ديسمبر، 1970. في 5 أكتوبر 1988 جرى توحيده مع أوبلاست إسوك كول، وفي 14 ديسمبر، 1990، أصبح اسمه نارين أوبلاستي.